# Liste von Apfelsorten/L
Erläuterungen und Quellen: Siehe Hauptartikel!
| Apfelsorte | Bild                                                                    | Kreuzung aus                                                            | Erstes Auftauchen                                                       | Anmerkungen | Quellen                                                                 |
| --- | ----------------------------------------------------------------------- | ----------------------------------------------------------------------- | ----------------------------------------------------------------------- | --- | ----------------------------------------------------------------------- |
| Lacker |                                                                         |                                                                         |                                                                         | |                                                                         |
| Lädericher |                                                                         |                                                                         | 18. Jh., Kanton Wallis, Schweiz                                         | | o                                                                       |
| Ladies' Sweet |                                                                         |                                                                         |                                                                         | | h (Nr. 305, S. 342)                                                     |
| Ladies' Sweeting |                                                                         |                                                                         |                                                                         | |                                                                         |
| Ladina |                                                                         | Topaz x Fuji                                                            | Schweiz                                                                 | | o                                                                       |
| Lady | Siehe: Api                                                              | Siehe: Api                                                              | Siehe: Api                                                              | Siehe: Api | Siehe: Api                                                              |
| Lady (Holzapfel) |                                                                         |                                                                         |                                                                         | Holzapfelsorte |                                                                         |
| Lady Alice |                                                                         |                                                                         | 1979 in Washington, USA                                                 | | c                                                                       |
| Lady Apple | Siehe: Api                                                              | Siehe: Api                                                              | Siehe: Api                                                              | Siehe: Api | Siehe: Api                                                              |
| Lady Apple Of The Americans | Siehe: Api                                                              | Siehe: Api                                                              | Siehe: Api                                                              | Siehe: Api | Siehe: Api                                                              |
| Lady Hennicker | Siehe: Lady Henniker                                                    | Siehe: Lady Henniker                                                    | Siehe: Lady Henniker                                                    | Siehe: Lady Henniker | Siehe: Lady Henniker                                                    |
| Lady Henniker (oder: Henniker, Lady Hennicker, Ledi Genniker) |                                                                         |                                                                         |                                                                         | | a, e, f, g (S. 233), h (Nr. 271, S. 303)                                |
| Lady Hollendale |                                                                         |                                                                         |                                                                         | | a, f                                                                    |
| Lady Hopetown |                                                                         |                                                                         |                                                                         | | f                                                                       |
| Lady In Red |                                                                         | Sport von Cripps Pink                                                   |                                                                         | | a                                                                       |
| Lady Isabel |                                                                         |                                                                         |                                                                         | | f                                                                       |
| Lady Lambourne |                                                                         |                                                                         |                                                                         | | f                                                                       |
| Lady Northcliffe |                                                                         |                                                                         |                                                                         | Beschreibung |                                                                         |
| Lady Of The Lake |                                                                         |                                                                         |                                                                         | | f                                                                       |
| Lady Of The Wemyss |                                                                         |                                                                         |                                                                         | | f                                                                       |
| Lady Sandwick |                                                                         |                                                                         |                                                                         | |                                                                         |
| Lady Sudeley |                                                                         |                                                                         |                                                                         | | a, f, j, p (S. 451)                                                     |
| Lady Suffield | Siehe: Lord Suffield                                                    | Siehe: Lord Suffield                                                    | Siehe: Lord Suffield                                                    | Siehe: Lord Suffield | Siehe: Lord Suffield                                                    |
| Lady Sweet |                                                                         |                                                                         |                                                                         | |                                                                         |
| Lady Williams |                                                                         |                                                                         | um 1930 in Westaustralien                                               | | a, f, j                                                                 |
| Lady's Delight |                                                                         |                                                                         |                                                                         | | f                                                                       |
| Lady's Finger Of Offaly |                                                                         |                                                                         |                                                                         | | f                                                                       |
| Lafayette |                                                                         | Goldrush x Pristine                                                     | Dr. Janick                                                              | |                                                                         |
| Lagree |                                                                         |                                                                         |                                                                         | | f                                                                       |
| Lahnischer Weinapfel |                                                                         |                                                                         |                                                                         | | p (S. 452)                                                              |
| Lakeland |                                                                         |                                                                         |                                                                         | | a, f                                                                    |
| Lake's Kernel |                                                                         |                                                                         |                                                                         | | f                                                                       |
| Lalla Red Delicious |                                                                         |                                                                         |                                                                         | | e                                                                       |
| Lamb-Abbey-Parmäne (oder: Lamb Abbey Pearmain) |                                                                         |                                                                         |                                                                         | | a, e, f, o                                                              |
| Lamb Abbey Pearmain | Siehe: Lamb-Abbey-Parmäne                                               | Siehe: Lamb-Abbey-Parmäne                                               | Siehe: Lamb-Abbey-Parmäne                                               | Siehe: Lamb-Abbey-Parmäne | Siehe: Lamb-Abbey-Parmäne                                               |
| Lambourgueur |                                                                         |                                                                         |                                                                         | |                                                                         |
| Lambron |                                                                         |                                                                         |                                                                         | | o                                                                       |
| Lambrook Pippin |                                                                         |                                                                         |                                                                         | | e                                                                       |
| Lamb's Seedling |                                                                         |                                                                         |                                                                         | | f                                                                       |
| Lancester |                                                                         |                                                                         |                                                                         | |                                                                         |
| Lanaer Böhmer |                                                                         |                                                                         |                                                                         | | h (Nr. 194, S. 216)                                                     |
| Lanaer Süßling |                                                                         |                                                                         |                                                                         | | o                                                                       |
| Lancashire Pippin |                                                                         |                                                                         |                                                                         | | f                                                                       |
| Lancelot |                                                                         |                                                                         |                                                                         | | o                                                                       |
| Lancraig |                                                                         |                                                                         |                                                                         | | f, g (S. 205)                                                           |
| Landsberg | Siehe: Landsberger Renette                                              | Siehe: Landsberger Renette                                              | Siehe: Landsberger Renette                                              | Siehe: Landsberger Renette | Siehe: Landsberger Renette                                              |
| Landsberger | Siehe: Landsberger Renette                                              | Siehe: Landsberger Renette                                              | Siehe: Landsberger Renette                                              | Siehe: Landsberger Renette | Siehe: Landsberger Renette                                              |
| Landsberger Reinette | Siehe: Landsberger Renette                                              | Siehe: Landsberger Renette                                              | Siehe: Landsberger Renette                                              | Siehe: Landsberger Renette | Siehe: Landsberger Renette                                              |
| Landsberger Renette (oder: Landsberg, Landsberger, Landsberger Reinette, Landsberska Reneta)                                                                                        |                                                                         |                                                                         | Um 1850 in Landsberg, Polen                                             | Beschreibung | f, h (Nr. 490, S. 543 sowie Nr. 442, S. 494), j, o                      |
| Landsberska Reneta | Siehe: Landsberger Renette                                              | Siehe: Landsberger Renette                                              | Siehe: Landsberger Renette                                              | Siehe: Landsberger Renette | Siehe: Landsberger Renette                                              |
| Landskrona |                                                                         |                                                                         |                                                                         | |                                                                         |
| Lane's Oakland Seedling | Siehe: Ball's Pippin                                                    | Siehe: Ball's Pippin                                                    | Siehe: Ball's Pippin                                                    | Siehe: Ball's Pippin | Siehe: Ball's Pippin                                                    |
| Lane's Prince Albert | Siehe: Lanes Prinz Albert                                               | Siehe: Lanes Prinz Albert                                               | Siehe: Lanes Prinz Albert                                               | Siehe: Lanes Prinz Albert | Siehe: Lanes Prinz Albert                                               |
| Lanes Prinz Albert (oder: Albert, Lane's Prince Albert, Prinz Albert) |                                                                         |                                                                         | 1841 in England                                                         | | a, c, e, f, j, o, p (S. 521f)                                           |
| Lange Rot Gestreifte Grüne Reinette | Siehe: Karmeliterrenette                                                | Siehe: Karmeliterrenette                                                | Siehe: Karmeliterrenette                                                | Siehe: Karmeliterrenette | Siehe: Karmeliterrenette                                                |
| Lange Rotgestreifte Renette | Siehe: Karmeliterrenette                                                | Siehe: Karmeliterrenette                                                | Siehe: Karmeliterrenette                                                | Siehe: Karmeliterrenette | Siehe: Karmeliterrenette                                                |
| Lange Weiße Schafnase |                                                                         |                                                                         |                                                                         | Benannt durch Richard Zorn | p (S. 453)                                                              |
| Langelandsapfel |                                                                         |                                                                         |                                                                         | | h (Nr. 72, S. 81)                                                       |
| Langer Bellefleur (oder: Belle-Fleur De France, Belle-Fleur Double, Double Bon Pommier, Double Bonne Ente, Franc Bon Pommier, Franc Croquet, Franse Belle Fleur)                    |                                                                         |                                                                         | vor 1859 beschrieben                                                    | Beschreibung | e, f, o                                                                 |
| Langer Grüner Gulderling |                                                                         |                                                                         |                                                                         | | h (Nr. 120, S. 134), j, o, p (S. 454)                                   |
| Langer Himbeerapfel |                                                                         |                                                                         |                                                                         | | h (Nr. 39, S. 43), o, p (S. 455f)                                       |
| Langes Gold-Pepping |                                                                         |                                                                         |                                                                         | | h (Nr. 359, S. 406)                                                     |
| Lange's Perfection |                                                                         |                                                                         |                                                                         | | f                                                                       |
| Langley Pippin |                                                                         | Cox Orange × Unbekannt                                                  |                                                                         | | f                                                                       |
| Langsur |                                                                         |                                                                         |                                                                         | |                                                                         |
| Langsüßer | Siehe: Pommerscher Langsüßer                                            | Siehe: Pommerscher Langsüßer                                            | Siehe: Pommerscher Langsüßer                                            | Siehe: Pommerscher Langsüßer | Siehe: Pommerscher Langsüßer                                            |
| Langton's Nonsuch | Siehe: Sanspareil                                                       | Siehe: Sanspareil                                                       | Siehe: Sanspareil                                                       | Siehe: Sanspareil | Siehe: Sanspareil                                                       |
| Langtons Sondergleichen | Siehe: Sanspareil                                                       | Siehe: Sanspareil                                                       | Siehe: Sanspareil                                                       | Siehe: Sanspareil | Siehe: Sanspareil                                                       |
| Langtons Sondersgleichen | Siehe: Sanspareil                                                       | Siehe: Sanspareil                                                       | Siehe: Sanspareil                                                       | Siehe: Sanspareil | Siehe: Sanspareil                                                       |
| Langworthy |                                                                         |                                                                         |                                                                         | | e, f                                                                    |
| Lankford |                                                                         |                                                                         |                                                                         | |                                                                         |
| Lanscailler |                                                                         |                                                                         |                                                                         | |                                                                         |
| Lansingburg |                                                                         |                                                                         |                                                                         | |                                                                         |
| Lantun Talvi |                                                                         |                                                                         |                                                                         | | o                                                                       |
| Lappio |                                                                         |                                                                         |                                                                         | | f                                                                       |
| Large Mouche | Siehe: Brabanter Bellefleur                                             | Siehe: Brabanter Bellefleur                                             | Siehe: Brabanter Bellefleur                                             | Siehe: Brabanter Bellefleur | Siehe: Brabanter Bellefleur                                             |
| Large Red Flesh Siberian Crab |                                                                         |                                                                         |                                                                         | | e                                                                       |
| Large Red Siberian |                                                                         |                                                                         |                                                                         | |                                                                         |
| Lass O’Gowrie |                                                                         |                                                                         |                                                                         | | f                                                                       |
| Late Harrison |                                                                         |                                                                         |                                                                         | | a                                                                       |
| Late Strawberry |                                                                         |                                                                         |                                                                         | |                                                                         |
| Laternenapfel |                                                                         |                                                                         |                                                                         | | h (Nr. 645, S. 716)                                                     |
| Lauenapfel |                                                                         |                                                                         |                                                                         | | o                                                                       |
| Launette |                                                                         |                                                                         |                                                                         | | e                                                                       |
| Laurenziapfel | Siehe: Danziger Kantapfel                                               | Siehe: Danziger Kantapfel                                               | Siehe: Danziger Kantapfel                                               | Siehe: Danziger Kantapfel | Siehe: Danziger Kantapfel                                               |
| Lausitzer Nelkenapfel |                                                                         |                                                                         | Oberlausitz um 1750                                                     | Geschmack süßsäuerlich und leicht würzig. Baum: schwacher bis mittelstarker Wuchs, breite pyramidale Krone                                                                            | h (Nr. 101, S. 115), j, o                                               |
| Lautertaler Waldapfel |                                                                         |                                                                         |                                                                         | | j, o                                                                    |
| Lavanttaler Bananenapfel |                                                                         |                                                                         | Amerika                                                                 | Beschreibung |                                                                         |
| Lavigne |                                                                         |                                                                         |                                                                         | | o                                                                       |
| Lavina |                                                                         |                                                                         |                                                                         | | f                                                                       |
| Lawfam |                                                                         |                                                                         |                                                                         | | f, o                                                                    |
| Lawver |                                                                         |                                                                         |                                                                         | |                                                                         |
| Lawyer |                                                                         |                                                                         |                                                                         | | h (Nr. 436, S. 488)                                                     |
| Lawyer Nutmeg |                                                                         |                                                                         |                                                                         | | f                                                                       |
| Laxton Superb | Siehe: Laxton's Superb                                                  | Siehe: Laxton's Superb                                                  | Siehe: Laxton's Superb                                                  | Siehe: Laxton's Superb | Siehe: Laxton's Superb                                                  |
| Laxton's Advance |                                                                         |                                                                         | 1908 in Bedfordshire                                                    | | b                                                                       |
| Laxton's Early Crimson |                                                                         | Worcester Pearmain x Gladstone                                          | 1931 in Bedfordshire                                                    | | b, f                                                                    |
| Laxton's Epicure | Siehe: Epicure                                                          | Siehe: Epicure                                                          | Siehe: Epicure                                                          | Siehe: Epicure | Siehe: Epicure                                                          |
| Laxton's Exquisite |                                                                         |                                                                         | 1902 in Bedfordshire                                                    | | b                                                                       |
| Laxton's Favourite |                                                                         | Cox Orange × Unbekannt                                                  | 1925 in Bedfordshire                                                    | | b, f                                                                    |
| Laxton's Fortune | Siehe: Fortune                                                          | Siehe: Fortune                                                          | Siehe: Fortune                                                          | Siehe: Fortune | Siehe: Fortune                                                          |
| Laxton's Herald |                                                                         |                                                                         | 1906 in Bedfordshire                                                    | | b, f, j                                                                 |
| Laxton's Leader |                                                                         |                                                                         | 1905 in Bedfordshire                                                    | | b, e, f                                                                 |
| Laxton's Pearmain |                                                                         | Cox Orange × Unbekannt                                                  | 1897 in Bedfordshire                                                    | | b, f                                                                    |
| Laxton's Peerless |                                                                         |                                                                         | 1900 in Bedfordshire                                                    | | b, f                                                                    |
| Laxton's Pioneer |                                                                         |                                                                         | 1934 in Bedfordshire                                                    | | b, f                                                                    |
| Laxtons Prachtapfel | Siehe: Laxton's Superb                                                  | Siehe: Laxton's Superb                                                  | Siehe: Laxton's Superb                                                  | Siehe: Laxton's Superb | Siehe: Laxton's Superb                                                  |
| Laxton's Rearguard |                                                                         |                                                                         | 1907 in Bedfordshire                                                    | | b, f                                                                    |
| Laxton's Reward |                                                                         |                                                                         | 1925 in Bedfordshire                                                    | | b, e, f                                                                 |
| Laxton's Royalty |                                                                         | Cox Orange × Unbekannt                                                  | 1908 in Bedfordshire                                                    | | b, f                                                                    |
| Laxtons Superb | Siehe: Laxton's Superb                                                  | Siehe: Laxton's Superb                                                  | Siehe: Laxton's Superb                                                  | Siehe: Laxton's Superb | Siehe: Laxton's Superb                                                  |
| Laxton's Superb (oder: Laxton Superb, Laxtons Prachtapfel, Laxtons Superb, Superb)                                                                                                  |                                                                         | Cox Orange × Cellini                                                    | 1897 in Bedfordshire, England                                           | | a, b, c, e, f, j, o, p (S. 458)                                         |
| Laxton's Triumph |                                                                         | Cox Orange × Unbekannt                                                  | 1902 in Bedfordshire                                                    | | b, f, j                                                                 |
| Laxton's Victory |                                                                         | Cox Orange × Unbekannt                                                  | 1926 in Bedfordshire                                                    | | b, f                                                                    |
| Le Bret | Siehe: Bret                                                             | Siehe: Bret                                                             | Siehe: Bret                                                             | Siehe: Bret | Siehe: Bret                                                             |
| Le Lectier | Siehe: Lectier                                                          | Siehe: Lectier                                                          | Siehe: Lectier                                                          | Siehe: Lectier | Siehe: Lectier                                                          |
| Lead |                                                                         |                                                                         |                                                                         | |                                                                         |
| Leardman Derfordshire |                                                                         |                                                                         |                                                                         | | o                                                                       |
| Leather Coat (oder: Leathercoat) |                                                                         |                                                                         |                                                                         | | a                                                                       |
| Leather Jacket |                                                                         |                                                                         |                                                                         | | f                                                                       |
| Leathercoat | Siehe: Leather Coat                                                     | Siehe: Leather Coat                                                     | Siehe: Leather Coat                                                     | Siehe: Leather Coat | Siehe: Leather Coat                                                     |
| Leathercoat Russet |                                                                         |                                                                         |                                                                         | | e, f                                                                    |
| Lebel | Siehe: Jakob Lebel                                                      | Siehe: Jakob Lebel                                                      | Siehe: Jakob Lebel                                                      | Siehe: Jakob Lebel | Siehe: Jakob Lebel                                                      |
| Leckerbissen |                                                                         |                                                                         |                                                                         | | h (Nr. 505, S. 558), j, o                                               |
| Lectier (oder: Le Lectier) |                                                                         |                                                                         |                                                                         | |                                                                         |
| Lederapfel | Siehe: Graue Französische Renette, Graue Herbstrenette, Parkers Pepping | Siehe: Graue Französische Renette, Graue Herbstrenette, Parkers Pepping | Siehe: Graue Französische Renette, Graue Herbstrenette, Parkers Pepping | Siehe: Graue Französische Renette, Graue Herbstrenette, Parkers Pepping | Siehe: Graue Französische Renette, Graue Herbstrenette, Parkers Pepping |
| Lederapfel Baselland |                                                                         |                                                                         |                                                                         | | o                                                                       |
| Lederapfelrenette | Siehe: Graue Herbstrenette                                              | Siehe: Graue Herbstrenette                                              | Siehe: Graue Herbstrenette                                              | Siehe: Graue Herbstrenette | Siehe: Graue Herbstrenette                                              |
| Ledergold |                                                                         |                                                                         |                                                                         | | o                                                                       |
| Lederrenette | Siehe: Graue Französische Renette, Graue Herbstrenette, Kanadarenette   | Siehe: Graue Französische Renette, Graue Herbstrenette, Kanadarenette   | Siehe: Graue Französische Renette, Graue Herbstrenette, Kanadarenette   | Siehe: Graue Französische Renette, Graue Herbstrenette, Kanadarenette | Siehe: Graue Französische Renette, Graue Herbstrenette, Kanadarenette   |
| Ledi Genniker | Siehe: Lady Henniker                                                    | Siehe: Lady Henniker                                                    | Siehe: Lady Henniker                                                    | Siehe: Lady Henniker | Siehe: Lady Henniker                                                    |
| Lee |                                                                         |                                                                         |                                                                         | |                                                                         |
| Leeder's Perfection |                                                                         |                                                                         |                                                                         | | f                                                                       |
| Legana |                                                                         |                                                                         |                                                                         | | f                                                                       |
| Leichter Matapfel | Siehe: Berliner Schafnase                                               | Siehe: Berliner Schafnase                                               | Siehe: Berliner Schafnase                                               | Siehe: Berliner Schafnase | Siehe: Berliner Schafnase                                               |
| Leipferdinger Langstiel |                                                                         |                                                                         |                                                                         | | o                                                                       |
| Leipziger Renette | Siehe: Edelborsdorfer                                                   | Siehe: Edelborsdorfer                                                   | Siehe: Edelborsdorfer                                                   | Siehe: Edelborsdorfer | Siehe: Edelborsdorfer                                                   |
| Leistadter Rotapfel |                                                                         |                                                                         |                                                                         | | j, o                                                                    |
| Leitheimer Streifling |                                                                         |                                                                         |                                                                         | | h (Nr. 636, S. 704)                                                     |
| Lemoen | Siehe: Limonen-Renette                                                  | Siehe: Limonen-Renette                                                  | Siehe: Limonen-Renette                                                  | Siehe: Limonen-Renette | Siehe: Limonen-Renette                                                  |
| Lemoinei |                                                                         |                                                                         |                                                                         | Beschreibung |                                                                         |
| Lemon Pippin |                                                                         |                                                                         |                                                                         | | a, e, f                                                                 |
| Lemon Queen |                                                                         |                                                                         |                                                                         | | f                                                                       |
| Lemon Pippin (oder: Lemonpippin, Yellowspur) |                                                                         |                                                                         |                                                                         | | c, f, g (S. 235)                                                        |
| Lemonpippin | Siehe: Lemon Pippin                                                     | Siehe: Lemon Pippin                                                     | Siehe: Lemon Pippin                                                     | Siehe: Lemon Pippin | Siehe: Lemon Pippin                                                     |
| Lena |                                                                         |                                                                         |                                                                         | | o                                                                       |
| Lennoxville |                                                                         |                                                                         |                                                                         | | e                                                                       |
| Leonard Lush |                                                                         |                                                                         |                                                                         | | f                                                                       |
| Leonie De Sonnaville |                                                                         | Cox Orange × Unbekannt                                                  |                                                                         | | f                                                                       |
| Lepaan Liereä |                                                                         |                                                                         |                                                                         | | o                                                                       |
| Lepaan Meloni |                                                                         |                                                                         |                                                                         | | o                                                                       |
| Lesans Kalvill |                                                                         |                                                                         |                                                                         | | o                                                                       |
| Leucocarpa |                                                                         |                                                                         |                                                                         | | e                                                                       |
| Leuenapfel |                                                                         |                                                                         |                                                                         | | o                                                                       |
| Leupoldsdorfer Süßapfel |                                                                         |                                                                         |                                                                         | | j                                                                       |
| Leuserapfel |                                                                         |                                                                         |                                                                         | | o                                                                       |
| Levering Limbertwig |                                                                         |                                                                         |                                                                         | | f                                                                       |
| Lewis Incomparable | Siehe: Lewis's Incomparable                                             | Siehe: Lewis's Incomparable                                             | Siehe: Lewis's Incomparable                                             | Siehe: Lewis's Incomparable | Siehe: Lewis's Incomparable                                             |
| Lewis's Incomparable |                                                                         |                                                                         |                                                                         | | e, f                                                                    |
| Liberty |                                                                         |                                                                         | 1978 in New York                                                        | | a, c, d, f, o                                                           |
| Libovicka Reneta |                                                                         |                                                                         |                                                                         | | f                                                                       |
| Liddell's Seedling |                                                                         |                                                                         |                                                                         | | e, f                                                                    |
| Liebesapfel | Siehe: Danziger Kantapfel                                               | Siehe: Danziger Kantapfel                                               | Siehe: Danziger Kantapfel                                               | Siehe: Danziger Kantapfel | Siehe: Danziger Kantapfel                                               |
| Ligol |                                                                         | Linda × Golden Delicious                                                | 1978 in Skierniewice, Polen                                             | |                                                                         |
| Liliput Rotfleischig |                                                                         |                                                                         |                                                                         | |                                                                         |
| Lille |                                                                         |                                                                         |                                                                         | | f                                                                       |
| Lille Api | Siehe: Api Petit                                                        | Siehe: Api Petit                                                        | Siehe: Api Petit                                                        | Siehe: Api Petit | Siehe: Api Petit                                                        |
| Lily Boxall |                                                                         |                                                                         |                                                                         | | f                                                                       |
| Limber Limb Pippin |                                                                         |                                                                         |                                                                         | |                                                                         |
| Limbertwig |                                                                         |                                                                         |                                                                         | | a                                                                       |
| Limbertwig Ramsey Smoky |                                                                         |                                                                         |                                                                         | | e                                                                       |
| Limelight |                                                                         |                                                                         | 2000 in Kent, UK                                                        | | a, c, e, f                                                              |
| Limoncella |                                                                         |                                                                         |                                                                         | | f                                                                       |
| Limonen-Renette (oder: Bergerner Weinling, Brixener Tafelapfel, Lemoen, Limonenrenette, Limoniapfel, Limonienapfel, Rosmarinapfel, Sommerkönig)                                     |                                                                         |                                                                         |                                                                         | | e, f, g (S. 235), h (Nr. 454, S. 506), j, o                             |
| Limonenrenette | Siehe: Limonen-Renette                                                  | Siehe: Limonen-Renette                                                  | Siehe: Limonen-Renette                                                  | Siehe: Limonen-Renette | Siehe: Limonen-Renette                                                  |
| Limoniapfel | Siehe: Limonen-Renette                                                  | Siehe: Limonen-Renette                                                  | Siehe: Limonen-Renette                                                  | Siehe: Limonen-Renette | Siehe: Limonen-Renette                                                  |
| Limonienapfel | Siehe: Limonen-Renette                                                  | Siehe: Limonen-Renette                                                  | Siehe: Limonen-Renette                                                  | Siehe: Limonen-Renette | Siehe: Limonen-Renette                                                  |
| Linda |                                                                         |                                                                         |                                                                         | | f, j, o                                                                 |
| Lindamac |                                                                         |                                                                         |                                                                         | | a                                                                       |
| Lindel |                                                                         |                                                                         |                                                                         | | f                                                                       |
| Lindemann |                                                                         |                                                                         |                                                                         | | o                                                                       |
| Lindgrens Astrakan | Siehe: Astrachan Large Fruited                                          | Siehe: Astrachan Large Fruited                                          | Siehe: Astrachan Large Fruited                                          | Siehe: Astrachan Large Fruited | Siehe: Astrachan Large Fruited                                          |
| Lindholmer Friesenapfel |                                                                         |                                                                         |                                                                         | |                                                                         |
| Lindo Da Insua-6 |                                                                         |                                                                         |                                                                         | | e                                                                       |
| Lineous Pippin | Siehe: Gelber Bellefleur                                                | Siehe: Gelber Bellefleur                                                | Siehe: Gelber Bellefleur                                                | Siehe: Gelber Bellefleur | Siehe: Gelber Bellefleur                                                |
| Linnanmäki |                                                                         |                                                                         |                                                                         | |                                                                         |
| Linnés Äpple |                                                                         |                                                                         |                                                                         | | o                                                                       |
| Linnicher Bohnapfel |                                                                         |                                                                         |                                                                         | | o                                                                       |
| Linsenhofener Sämling | Siehe: Linsenhofer                                                      | Siehe: Linsenhofer                                                      | Siehe: Linsenhofer                                                      | Siehe: Linsenhofer | Siehe: Linsenhofer                                                      |
| Linsenhofer (oder: Linsenhofener Sämling, Linsenhofer Renette, Linsenhofer Sämling, Schöner Von Beuren)                                                                             |                                                                         |                                                                         |                                                                         | | o                                                                       |
| Linsenhofer Renette | Siehe: Linsenhofer                                                      | Siehe: Linsenhofer                                                      | Siehe: Linsenhofer                                                      | Siehe: Linsenhofer | Siehe: Linsenhofer                                                      |
| Linsenhofer Sämling | Siehe: Linsenhofer                                                      | Siehe: Linsenhofer                                                      | Siehe: Linsenhofer                                                      | Siehe: Linsenhofer | Siehe: Linsenhofer                                                      |
| Linville |                                                                         |                                                                         |                                                                         | |                                                                         |
| Lipaer Wildling |                                                                         |                                                                         |                                                                         | | h (Nr. 177, S. 198)                                                     |
| Lippische Steckrübe | Siehe: Extertaler                                                       | Siehe: Extertaler                                                       | Siehe: Extertaler                                                       | Siehe: Extertaler | Siehe: Extertaler                                                       |
| Lippoldsberger Tiefenblüte |                                                                         |                                                                         |                                                                         | | j                                                                       |
| Liptays Rosmarinapfel |                                                                         |                                                                         |                                                                         | | j                                                                       |
| Lipton |                                                                         |                                                                         |                                                                         | | f                                                                       |
| Liset |                                                                         |                                                                         |                                                                         | Beschreibung | e                                                                       |
| Litauer Pepping | Siehe: Glogerovka                                                       | Siehe: Glogerovka                                                       | Siehe: Glogerovka                                                       | Siehe: Glogerovka | Siehe: Glogerovka                                                       |
| Litauer Pepping |                                                                         |                                                                         |                                                                         | |                                                                         |
| Little Pax |                                                                         |                                                                         |                                                                         | | a                                                                       |
| Livadiyskoye |                                                                         |                                                                         |                                                                         | | e                                                                       |
| Liveland Raspberry |                                                                         |                                                                         | in Livland                                                              | | c                                                                       |
| Livländer Grafensteiner | Siehe: Herbst-Streifling                                                | Siehe: Herbst-Streifling                                                | Siehe: Herbst-Streifling                                                | Siehe: Herbst-Streifling | Siehe: Herbst-Streifling                                                |
| Livländer Gravensteiner | Siehe: Herbst-Streifling                                                | Siehe: Herbst-Streifling                                                | Siehe: Herbst-Streifling                                                | Siehe: Herbst-Streifling | Siehe: Herbst-Streifling                                                |
| Lobo |                                                                         |                                                                         |                                                                         | | a, e, f, j, o                                                           |
| Locard Blanc |                                                                         |                                                                         |                                                                         | Herstellung von Cidre |                                                                         |
| Locard Jaune |                                                                         |                                                                         |                                                                         | | o                                                                       |
| Locard Vert |                                                                         |                                                                         |                                                                         | Herstellung von Cidre |                                                                         |
| Loddington |                                                                         |                                                                         |                                                                         | | f                                                                       |
| Lodgemore Nonpareil |                                                                         |                                                                         |                                                                         | | e, f                                                                    |
| Lodi |                                                                         | Montgomery × Klarapfel                                                  | um 1911, New York Agricultural Experiment Station Geneva, USA           | | a, c, f, o, p (S. 459)                                                  |
| Lodi, Compspur |                                                                         |                                                                         |                                                                         | | e                                                                       |
| Lofem |                                                                         |                                                                         |                                                                         | |                                                                         |
| Logan |                                                                         |                                                                         |                                                                         | |                                                                         |
| Logens |                                                                         |                                                                         |                                                                         | | h (Nr. 510, S. 567)                                                     |
| Löhninger Rosenapfel |                                                                         |                                                                         |                                                                         | | o                                                                       |
| Lohrer | Siehe: Lohrer Rambur                                                    | Siehe: Lohrer Rambur                                                    | Siehe: Lohrer Rambur                                                    | Siehe: Lohrer Rambur | Siehe: Lohrer Rambur                                                    |
| Lohrer Rambour | Siehe: Lohrer Rambur                                                    | Siehe: Lohrer Rambur                                                    | Siehe: Lohrer Rambur                                                    | Siehe: Lohrer Rambur | Siehe: Lohrer Rambur                                                    |
| Lohrer Rambur (oder: Klosterrambur, Krumme Lore, Lohrer, Lohrer Rambour, Sternwirtsapfel, Zocklerapfel)                                                                             |                                                                         |                                                                         |                                                                         | | j, o, p (S. 460)                                                        |
| Loisels Herzogin Von Brabant |                                                                         |                                                                         |                                                                         | | h (Nr. 406, S. 454)                                                     |
| Lölis |                                                                         |                                                                         |                                                                         | | o                                                                       |
| Lollipop |                                                                         |                                                                         |                                                                         | Frucht rotfleischig, sehr süß |                                                                         |
| Lombart's Calville | Siehe: Lombarts Kalvill                                                 | Siehe: Lombarts Kalvill                                                 | Siehe: Lombarts Kalvill                                                 | Siehe: Lombarts Kalvill | Siehe: Lombarts Kalvill                                                 |
| Lombarts Calville | Siehe: Lombarts Kalvill                                                 | Siehe: Lombarts Kalvill                                                 | Siehe: Lombarts Kalvill                                                 | Siehe: Lombarts Kalvill | Siehe: Lombarts Kalvill                                                 |
| Lombarts Kalvill (oder: Lombart's Calville, Lombarts Calville) |                                                                         |                                                                         |                                                                         | | a, f, j, o                                                              |
| London Pearmain |                                                                         |                                                                         |                                                                         | | f                                                                       |
| London Pepping (oder: Bastardkalvill, Deutscher Kalvill, Englischer Kalvill, Five Crown Pippin, Grüner Kalvill, London Pippin, Stäfner Kalvill, Werderkalvill, Werderscher Kalvill) |                                                                         |                                                                         | Um 1580 erstmals erwähnt, England                                       | Beschreibung | a, f, h (Nr. 93, S. 107), j, o                                          |
| London Pippin | Siehe: London Pepping                                                   | Siehe: London Pepping                                                   | Siehe: London Pepping                                                   | Siehe: London Pepping | Siehe: London Pepping                                                   |
| London Sweet |                                                                         |                                                                         |                                                                         | |                                                                         |
| Long Bider |                                                                         |                                                                         |                                                                         | | f                                                                       |
| Long Island Russet |                                                                         |                                                                         |                                                                         | |                                                                         |
| Long Red Pearmain | Siehe: Roter Bellefleur                                                 | Siehe: Roter Bellefleur                                                 | Siehe: Roter Bellefleur                                                 | Siehe: Roter Bellefleur | Siehe: Roter Bellefleur                                                 |
| Longfield |                                                                         |                                                                         |                                                                         | |                                                                         |
| Longney Russet |                                                                         |                                                                         |                                                                         | | f                                                                       |
| Longstart |                                                                         |                                                                         |                                                                         | | f                                                                       |
| Longville's Kernel |                                                                         |                                                                         |                                                                         | |                                                                         |
| Longvilles Sämling |                                                                         |                                                                         |                                                                         | | h (Nr. 174, S. 195)                                                     |
| Loop Spy |                                                                         |                                                                         |                                                                         | | f                                                                       |
| Loop Wealthy |                                                                         |                                                                         |                                                                         | | f                                                                       |
| Lopini (oder: Art-Bj 02/06) |                                                                         |                                                                         |                                                                         | | r (S. 7)                                                                |
| Lord Burghley |                                                                         |                                                                         |                                                                         | | a, f                                                                    |
| Lord Clyde |                                                                         |                                                                         |                                                                         | | f                                                                       |
| Lord Derby |                                                                         |                                                                         | um 1850 in Cheshire, England                                            | | a, c, e, f, o                                                           |
| Lord Derby Spur Type |                                                                         |                                                                         |                                                                         | | f                                                                       |
| Lord Grosvenor (oder: Grosvenor) |                                                                         |                                                                         |                                                                         | | f, h (Nr. 2, S. 5), j, o                                                |
| Lord Hindlip |                                                                         |                                                                         |                                                                         | | a, e, f                                                                 |
| Lord Lambourne |                                                                         |                                                                         | 1907 in Bedfordshire, Großbritannien                                    | Seltene Sorte | a, b, c, f, j, o                                                        |
| Lord Lennox |                                                                         |                                                                         |                                                                         | | f                                                                       |
| Lord Nelson | Siehe: Kirkes Nelson                                                    | Siehe: Kirkes Nelson                                                    | Siehe: Kirkes Nelson                                                    | Siehe: Kirkes Nelson | Siehe: Kirkes Nelson                                                    |
| Lord Peckover |                                                                         |                                                                         |                                                                         | | a, f                                                                    |
| Lord Rosebery |                                                                         |                                                                         |                                                                         | | f                                                                       |
| Lord Seedling |                                                                         |                                                                         |                                                                         | | e                                                                       |
| Lord Stradbroke |                                                                         |                                                                         |                                                                         | | f                                                                       |
| Lord Suffield (oder: Lady Suffield) |                                                                         |                                                                         |                                                                         | | f, h (Nr. 56, S. 64), j, o                                              |
| Lorenzapfel | Siehe: Danziger Kantapfel                                               | Siehe: Danziger Kantapfel                                               | Siehe: Danziger Kantapfel                                               | Siehe: Danziger Kantapfel | Siehe: Danziger Kantapfel                                               |
| Lorenziaapfel | Siehe: Geflammter Kardinal                                              | Siehe: Geflammter Kardinal                                              | Siehe: Geflammter Kardinal                                              | Siehe: Geflammter Kardinal | Siehe: Geflammter Kardinal                                              |
| Lorna Doone |                                                                         |                                                                         |                                                                         | | e, f                                                                    |
| Lorraine Summer Rambour | Siehe: Müschens Rosenapfel                                              | Siehe: Müschens Rosenapfel                                              | Siehe: Müschens Rosenapfel                                              | Siehe: Müschens Rosenapfel | Siehe: Müschens Rosenapfel                                              |
| Lorsbacher Rosenapfel |                                                                         |                                                                         |                                                                         | | p (S. 461ff)                                                            |
| Loskrieger | Siehe: Champagnerrenette                                                | Siehe: Champagnerrenette                                                | Siehe: Champagnerrenette                                                | Siehe: Champagnerrenette | Siehe: Champagnerrenette                                                |
| Lothringer Grüne Renette | Siehe: Lothringer Renette                                               | Siehe: Lothringer Renette                                               | Siehe: Lothringer Renette                                               | Siehe: Lothringer Renette | Siehe: Lothringer Renette                                               |
| Lothringer Bunter Gulderling (oder: Calville De Rose, Calville Rose) |                                                                         |                                                                         |                                                                         | | l (S. 3)                                                                |
| Lothringer Rambour | Siehe: Müschens Rosenapfel                                              | Siehe: Müschens Rosenapfel                                              | Siehe: Müschens Rosenapfel                                              | Siehe: Müschens Rosenapfel | Siehe: Müschens Rosenapfel                                              |
| Lothringer Renette (oder: Lothringer Grüne Renette) |                                                                         |                                                                         |                                                                         | | h (Nr. 307, S. 344), j, o                                               |
| Lotos |                                                                         |                                                                         |                                                                         | | o                                                                       |
| Loucotte |                                                                         |                                                                         |                                                                         | | o                                                                       |
| Loudoun Pippin |                                                                         |                                                                         |                                                                         | |                                                                         |
| Louise |                                                                         |                                                                         |                                                                         | |                                                                         |
| Louiton |                                                                         |                                                                         |                                                                         | | f                                                                       |
| Lovacka Reneta |                                                                         |                                                                         |                                                                         | | f                                                                       |
| Love Beauty |                                                                         |                                                                         |                                                                         | | f                                                                       |
| Lowell |                                                                         |                                                                         |                                                                         | |                                                                         |
| Lowland Raspberry |                                                                         |                                                                         |                                                                         | | f                                                                       |
| Lowry |                                                                         |                                                                         |                                                                         | |                                                                         |
| Loy |                                                                         |                                                                         |                                                                         | |                                                                         |
| Lubsk Queen |                                                                         |                                                                         |                                                                         | | a                                                                       |
| Lucas Borsdorfer (oder: Tiroler Borsdorfer, Tiroler Maschanzker) |                                                                         |                                                                         |                                                                         | Beschreibungen | o                                                                       |
| Lucas Gestreifter Rosenapfel |                                                                         |                                                                         |                                                                         | Beschreibung |                                                                         |
| Lucas Taubenapfel |                                                                         |                                                                         |                                                                         | Beschreibung | h (Nr. 223, S. 248), o                                                  |
| Lucinda |                                                                         |                                                                         |                                                                         | |                                                                         |
| Lucky Star (Van Kampen) |                                                                         | Mutant von Elstar                                                       |                                                                         | |                                                                         |
| Lucombe's Pine |                                                                         |                                                                         |                                                                         | | f                                                                       |
| Lucombes Sämling (oder: Lucombe's Seedling) |                                                                         |                                                                         |                                                                         | | f                                                                       |
| Lucombe's Seedling | Siehe: Lucombes Sämling                                                 | Siehe: Lucombes Sämling                                                 | Siehe: Lucombes Sämling                                                 | Siehe: Lucombes Sämling | Siehe: Lucombes Sämling                                                 |
| Lucullus |                                                                         | Cox Orange × Unbekannt                                                  |                                                                         | | f                                                                       |
| Ludivigs Rosenapfel |                                                                         |                                                                         |                                                                         | | j                                                                       |
| Ludwigsapfel | Siehe: Luikenapfel                                                      | Siehe: Luikenapfel                                                      | Siehe: Luikenapfel                                                      | Siehe: Luikenapfel | Siehe: Luikenapfel                                                      |
| Ludwigsburger Renette | Siehe: Karmeliterrenette                                                | Siehe: Karmeliterrenette                                                | Siehe: Karmeliterrenette                                                | Siehe: Karmeliterrenette | Siehe: Karmeliterrenette                                                |
| Luiken | Siehe: Luikenapfel                                                      | Siehe: Luikenapfel                                                      | Siehe: Luikenapfel                                                      | Siehe: Luikenapfel | Siehe: Luikenapfel                                                      |
| Luikenapfel |                                                                         |                                                                         | vor 1800 in Baden-Württemberg                                           | Streuobstsorte des Jahres 2004 in Baden-Württemberg. | h (Nr. 601, S. 668), j, o                                               |
| Luikenapfel Heunischhof |                                                                         |                                                                         |                                                                         | | o                                                                       |
| Luisenapfel (oder: Prinzessin Luise) |                                                                         |                                                                         |                                                                         | | j, o, p (S. 523)                                                        |
| Luiza (oder: Sambóa, Scs 425) |                                                                         | Imperatriz x Cripps Pink                                                |                                                                         | Luiza, Venice und Isadora werden gemeinsam unter dem Handelsnamem Sambóa vermarktet. Die drei Sorten sind sich in ihrer Charakteristik sehr ähnlich reifen aber früh mittel und spät. | Liste der BLE zu Apfelsorten                                            |
| Luna |                                                                         | Golden Delicious × Topaz                                                |                                                                         | |                                                                         |
| Lundbytorp |                                                                         |                                                                         |                                                                         | | e, f                                                                    |
| Lunow | Siehe: Apfel Aus Lunow                                                  | Siehe: Apfel Aus Lunow                                                  | Siehe: Apfel Aus Lunow                                                  | Siehe: Apfel Aus Lunow | Siehe: Apfel Aus Lunow                                                  |
| Luntersche Pippeling | Siehe: Lunterse Pippeling                                               | Siehe: Lunterse Pippeling                                               | Siehe: Lunterse Pippeling                                               | Siehe: Lunterse Pippeling | Siehe: Lunterse Pippeling                                               |
| Lunterse Pippeling (oder: Luntersche Pippeling) |                                                                         |                                                                         |                                                                         | | e, f                                                                    |
| Lurared |                                                                         |                                                                         |                                                                         | | e                                                                       |
| Lütjenhorner |                                                                         |                                                                         |                                                                         | |                                                                         |
| Lutten |                                                                         |                                                                         |                                                                         | | o                                                                       |
| Lütticher Ananas-Calvill (oder: Lütticher Ananaskalvill) |                                                                         |                                                                         |                                                                         | | h (Nr. 23, S. 26), j, l (S. 1f), o, p (S. 464)                          |
| Lütticher Ananaskalvill | Siehe: Lütticher Ananas-Calvill                                         | Siehe: Lütticher Ananas-Calvill                                         | Siehe: Lütticher Ananas-Calvill                                         | Siehe: Lütticher Ananas-Calvill | Siehe: Lütticher Ananas-Calvill                                         |
| Lütticher Rambour |                                                                         |                                                                         |                                                                         | | h (Nr. 294, S. 327)                                                     |
| Luxemburger Reinette | Siehe: Luxemburger Renette                                              | Siehe: Luxemburger Renette                                              | Siehe: Luxemburger Renette                                              | Siehe: Luxemburger Renette | Siehe: Luxemburger Renette                                              |
| Luxemburger Renette (oder: Königin Der Obstgärten, Luxemburger Reinette, Reinette des Vergers)                                                                                      |                                                                         |                                                                         |                                                                         | | f, h (Nr. 302, S. 339), j, o, p (S. 465f)                               |
| Luxemburger Triumph (oder: Triumph Aus Luxemburg, Triumph Von Luxemburg) |                                                                         | wahrscheinlich ein Sämling der Luxemburger Renette                      | vor 1880                                                                | | j, o                                                                    |
| Luyke | Siehe: Luikenapfel                                                      | Siehe: Luikenapfel                                                      | Siehe: Luikenapfel                                                      | Siehe: Luikenapfel | Siehe: Luikenapfel                                                      |
| Luzerner Süssapfel |                                                                         |                                                                         |                                                                         | | o                                                                       |
| Luzerner Weinapfel |                                                                         |                                                                         |                                                                         | | o                                                                       |
| Luzhanka |                                                                         |                                                                         |                                                                         | | f                                                                       |
| Lyman's Large Summer |                                                                         |                                                                         |                                                                         | | a                                                                       |
| Lynn's Pippin |                                                                         | Cox Orange × Unbekannt                                                  |                                                                         | | f                                                                       |
| Lyon D'Éte |                                                                         |                                                                         |                                                                         | | o                                                                       |
| Lysgolden |                                                                         |                                                                         |                                                                         | | f                                                                       |